# Campionati svedesi di sci alpino 2000
I Campionati svedesi di sci alpino 2000 si svolsero a Sollefteå e a Sundsvall dal 24 al 25 marzo. Il programma incluse gare di discesa libera, supergigante, slalom gigante, slalom speciale e combinata, sia maschili sia femminili.
Trattandosi di competizioni valide anche ai fini del punteggio FIS, vi parteciparono anche sciatori di altre federazioni, senza che questo consentisse loro di concorrere al titolo nazionale svedese.

## Risultati

### Uomini

#### Discesa libera
| Pos. | Atleta        | Nazione |
| ---- | ------------- | ------- |
| 1    | Patrik Järbyn | Svezia  |
| 2    | ?             | ?       |
| 3    | ?             | ?       |

#### Supergigante
| Pos. | Atleta        | Nazione |
| ---- | ------------- | ------- |
| 1    | Patrik Järbyn | Svezia  |
| 2    | ?             | ?       |
| 3    | ?             | ?       |

#### Slalom gigante
| Pos. | Atleta             | Nazione   | Tempo   |
| ---- | ------------------ | --------- | ------- |
| 1    | Patrik Järbyn      | Svezia    | 2:06,81 |
| 2    | Fredrik Nyberg     | Svezia    | 2:07,32 |
| 3    | Johan Brolenius    | Svezia    | 2:08,02 |
| 4    | Anders Holmström   | Svezia    | 2:08,31 |
| 5    | Tommi Viirret      | Finlandia | 2:08,68 |
| 6    | Tobias Hellman     | Svezia    | 2:09,24 |
| 7    | Martin Almgren     | Svezia    | 2:09,40 |
| 8    | Charlie Bergendahl | Svezia    | 2:09,41 |
| 9    | Bo Hammarberg      | Svezia    | 2:09,48 |
| 10   | Fredrik Steinwall  | Svezia    | 2:09,68 |

Data: 24 marzo

Località: Sollefteå

#### Slalom speciale
| Pos. | Atleta             | Nazione | Tempo   |
| ---- | ------------------ | ------- | ------- |
| 1    | Markus Larsson     | Svezia  | 1:17,53 |
| 2    | Jesper Brugge      | Svezia  | 1:18,47 |
| 3    | Pär Abersten       | Svezia  | 1:19,01 |
| 4    | Charlie Bergendahl | Svezia  | 1:19,03 |
| 5    | Mattias Andersson  | Svezia  | 1:19,20 |
| 5    | Jonas Lindgren     | Svezia  | 1:19,20 |
| 7    | Gustav Lindner     | Svezia  | 1:19,49 |
| 8    | Pierre Olsson      | Svezia  | 1:19,64 |
| 9    | Dan Lang           | Svezia  | 1:19,70 |
| 10   | Lars Lewén         | Svezia  | 1:19,73 |

Data: 25 marzo

Località: Sundsvall

#### Combinata
| Pos. | Atleta         | Nazione |
| ---- | -------------- | ------- |
| 1    | Fredrik Nyberg | Svezia  |
| 2    | ?              | ?       |
| 3    | ?              | ?       |

### Donne

#### Discesa libera
| Pos. | Atleta    | Nazione |
| ---- | --------- | ------- |
| 1    | Nike Bent | Svezia  |
| 2    | ?         | ?       |
| 3    | ?         | ?       |

#### Supergigante
| Pos. | Atleta    | Nazione |
| ---- | --------- | ------- |
| 1    | Nike Bent | Svezia  |
| 2    | ?         | ?       |
| 3    | ?         | ?       |

#### Slalom gigante
| Pos. | Atleta           | Nazione | Tempo   |
| ---- | ---------------- | ------- | ------- |
| 1    | Anna Ottosson    | Svezia  | 2:07,10 |
| 2    | Anja Pärson      | Svezia  | 2:07,19 |
| 3    | Martina Fortkord | Svezia  | 2:07,55 |
| 4    | Jessica Fjällryd | Svezia  | 2:08,59 |
| 5    | Erika Forss      | Svezia  | 2:08,70 |
| 6    | Christine Hargin | Svezia  | 2:08,89 |
| 7    | Susanne Ekman    | Svezia  | 2:09,23 |
| 8    | Lina Jonsson     | Svezia  | 2:09,81 |
| 9    | Åsa Hammarberg   | Svezia  | 2:10,02 |
| 10   | Sandra Hälldahl  | Svezia  | 2:10,06 |

Data: 24 marzo

Località: Sollefteå

#### Slalom speciale
| Pos. | Atleta           | Nazione | Tempo   |
| ---- | ---------------- | ------- | ------- |
| 1    | Anna Ottosson    | Svezia  | 1:18,96 |
| 2    | Anja Pärson      | Svezia  | 1:19,05 |
| 3    | Janette Hargin   | Svezia  | 1:20,27 |
| 4    | Sophia Bäck      | Svezia  | 1:20,57 |
| 5    | Malin Hultdin    | Svezia  | 1:20,69 |
| 6    | Martina Fortkord | Svezia  | 1:21,74 |
| 7    | Jessica Fjällryd | Svezia  | 1:21,74 |
| 8    | Karin Huttary    | Svezia  | 1:21,79 |
| 9    | Susanne Ekman    | Svezia  | 1:22,25 |
| 10   | Linda Borssén    | Svezia  | 1:22,50 |

Data: 25 marzo

Località: Sundsvall

#### Combinata
| Pos. | Atleta      | Nazione |
| ---- | ----------- | ------- |
| 1    | Anja Pärson | Svezia  |
| 2    | ?           | ?       |
| 3    | ?           | ?       |